# Zygopetalum silvanum
Zygopetalum silvanum är en orkidéart som beskrevs av Vitorino Paiva Castro och Marcos Antonio Campacci. Zygopetalum silvanum ingår i släktet Zygopetalum och familjen orkidéer. Inga underarter finns listade i Catalogue of Life.